# هايلي ماثيوز
هايلي ماثيوز (19 مارس 1998 بباربادوس - ) (بالإنجليزية: Hayley Matthews) هي لاعبة كريكت باربادوسية. شاركت مع منتخب الهند الغربية للكريكت.

## وصلات خارجية
- هايلي ماثيوز على موقع الاتحاد الدولي لألعاب القوى (الإنجليزية)
- هايلي ماثيوز على موقع إي آس بي آن كريك إنفو (الإنجليزية)